# Groupement romand d'études des addictions
Le Groupement romand d’études des addictions (GREA) est une association de personnes actives dans le champ des addictions en Suisse romande basée à Lausanne dans le canton de Vaud.

## Histoire
Le GREA voit le jour en 1964 face au besoin grandissant d’un espace d’échanges et de collaborations entre les professionnels romands issus de diverses disciplines en lien avec les problématiques liées à l’alcool (travail social, médecine, droit, psychologie et psychiatrie). L’organisation poursuit alors plusieurs objectifs spécifiques : étudier et documenter ces problématiques, informer le public et les professionnels, ou encore perfectionner les travailleurs sociaux à ce sujet.
Initialement « Groupement romand d’études sur l’alcoolisme », puis « Groupement romand d’études sur l’alcoolisme et les toxicomanies », le GREA se mue en Groupement romand d’études des addictions en 2007.

## Activités
Aujourd’hui les activités du GREA se sont diversifiées tout en se situant dans la continuité des missions qui ont motivé sa création. Étant membre de la Fédération romande des organismes de formation dans le domaine des dépendances (FORDD), l’association coordonne notamment des formations post-grades reconnues par la Haute École spécialisée de Suisse occidentale et soutenues par l’Office fédéral de la santé publique.
Elle effectue également des mandats de recherche pour le compte d’organisations publiques et privées. Par ailleurs, elle coordonne, soutient et participe à nombre d’initiatives dans le champ de la prévention et de la promotion de la santé telles que : la campagne de santé publique Dry January en Suisse ou l'adaptation du programme canadien de prévention Mes Choix.
Membre de l'International Drug Policy Consortium, elle réalise régulièrement des projets conjoints avec des partenaires internationaux, comme la publication de la revue "Addictions" avec la Fédération addiction de France, les Fédérations Bxl asbl (Fédération bruxelloise francophone des institutions pour toxicomanes) et Wallonne (Fédération wallonne des institutions pour toxicomanes) en Belgique, et le RISQ (Recherche et intervention sur les substances psychoactives – Québec) au Québéc.
Outre des rapports, brochure d’informations, et communiqués de presse en lien avec les addictions et les politiques en matière de drogues, le GREA publie trimestriellement la revue Dépendances, éditée conjointement avec Addiction Suisse.